# Twenty One Pilots (album)
Ne doit pas être confondu avec Twenty One Pilots.
Albums de Twenty One Pilots
No Phun Intended
(30 novembre 2008) Regional at Best
(8 juillet 2011)
Twenty One Pilots, aussi appelé Self-titled, est le premier album studio éponyme du groupe américain Twenty One Pilots, sorti le 29 décembre 2009. L'album s'est vendu à 115 000 exemplaires et a culminé à la 139e place sur le Billboard 200 américain. C'est le seul album à présenter le bassiste Nick Thomas et le batteur Chris Salih avant qu'ils ne quittent le groupe en 2011. Avant cet album, le groupe a sorti l'EP Johnny Boy ainsi que l'album solo de Tyler Joseph No Phun Intended.

## Contexte et production
Quelque temps après la sortie du disque, il a été révélé que l'album avait été conceptualisé et enregistré dans le studio d'enregistrement fait-maison, au sous-sol de la maison dans lequel Tyler Joseph, Nick Thomas, Chris Salih et le frère de Nick séjournaient à l'époque. Bien que les autres membres du groupe ont participé à l'écriture de l'album, les paroles ont été principalement écrites par Tyler.

## Réception
Maria Sherman de Fuse a fait l'éloge du « parlé-chanté » de Tyler et des « beaux arrangements de piano » de l'album, tout en critiquant son énonciation lorsqu'il rappe. Alternative Press a décrit Addict with a Pen comme « lent, sobre et simplement honnête » et « la meilleure représentation de ce qui a initialement attiré les fans du groupe ».

## Liste des morceaux
Toutes les chansons sont écrites et composées par Tyler Joseph.
| 1.    | Implicit Demand for Proof | 4:52 |
| 2.    | Fall Away                 | 3:02 |
| 3.    | The Pantaloon             | 3:34 |
| 4.    | Addict with a Pen         | 4:47 |
| 5.    | Friend, Please            | 4:13 |
| 6.    | March to the Sea          | 5:32 |
| 7.    | Johnny Boy                | 4:39 |
| 8.    | Oh, Ms. Believer          | 3:37 |
| 9.    | Air Catcher               | 4:13 |
| 10.   | Trapdoor                  | 4:37 |
| 11.   | A Car, a Torch, a Death   | 4:34 |
| 12.   | Taxi Cab                  | 4:46 |
| 13.   | Before You Start Your Day | 3:53 |
| 14.   | Isle of Flightless Birds  | 5:46 |
| 62:08 |                           |      |

## Personnel
- Tyler Joseph - chant, orgue, piano, steel guitar, claviers, programmation, synthétiseurs, basse
- Nick Thomas - guitares, basse, programmation, chœurs
- Chris Salih - batterie, percussions, chœurs
- Sandra Prior Dos Santos - son et lumières